# Hồng Hoa Cương
Hồng Hoa Cương (chữ Hán giản thể: 红花岗区, bính âm: Hónghuāgǎng Qū, âm Hán Việt: Hồng Hoa Cương khu) là một quận thuộc địa cấp thị Tuân Nghĩa, tỉnh Quý Châu, Cộng hòa Nhân dân Trung Hoa. Quận này có diện tích 595 ki-lô-mét vuông, dân số năm 2002 là 470.000 người. Mã số bưu chính của quận Hồng Hoa Cương là 563000. Chính quyền huyện đóng ở đại lộ Hải Nhĩ. Về mặt hành chính, quận Hồng Hoa Cương được chia thành 7 nhai đạo, 5 trấn.
- Nhai đạo: Trung Hoa Lộ, Vạn Lý Lộ, Duyên An Lộ, Lão Thành, Trung Sơn Lộ, Nam Môn Quan và Bàn Thủy Kiều.
- Trấn: Trường Chinh, Nam Quan, Trung Trang, Hải Long và Cảng Khẩu.